# نادي غوسبيتش لكرة السلة للسيدات
نادي غوسبيتش لكرة السلة للسيدات (بالكرواتية: ŽKK Gospić) هو فريق كرة سلة كرواتي للسيدات تأسس في سنة 1983 يقع مقره في غوسبيتش. يلعب في الدوري الكرواتي لكرة السلة للسيدات.

## الإنجازات
- الدوري الكرواتي لكرة السلة للسيدات:
  - الفوز (8): 2000، 2002، 2004، 2006، 2009، 2010، 2011، 2012
  - الوصافة (4): 2001، 2007، 2008، 2013
- كأس السوبر الكرواتية لكرة السلة للسيدات:
  - الوصافة (1): 2007

## وصلات خارجية
- الموقع الرسمي